# Idaea micropaga
Idaea micropaga là một loài bướm đêm trong họ Geometridae.